# Kalopanax septemlobus
Харігірі та колюче дерево касторової олії (Kalopanax septemlobus) — листяне дерево з родини Araliaceae, єдиний вид у роді Kalopanax. Зростає у Північно-Східній Азії, від Сахаліну та Японії на захід до південного заходу Китаю.

## Назва
Рослина має назву еумнаму (음나무) в Кореї та харігірі (ハリギリ; 針桐) в Японії.

## Опис
Дерево виростає до 30 м заввишки, зі стовбуром до 1—15 м завширшки. Стебла часто колючі, з міцними колючками до 1 см. Листя чергуються, зовні схожі на великий лист Fatsia або Liquidambar, 15—35 см завширшки, лопатеві з 5—7 лопатями, кожна з дрібнозубчастим краєм. Лопаті листа сильно відрізняються за формою від рослини до рослини.
Квітки виробляються в кінці літа великими зонтиками 20—50 см завширшки, кожна квітка з 4—5 маленькими білими пелюстками. Плід — невелика чорна кістянка, що містить два насіння.

## Кулінарне використання
У Кореї вживають в їжу як сукхе (бланшована страва) чи намуль — гарнір, приготований на парі. Сервірують у невеликих мисках та приправляють кунжутною олією. Подають страву кімнатної температури.

## Галерея

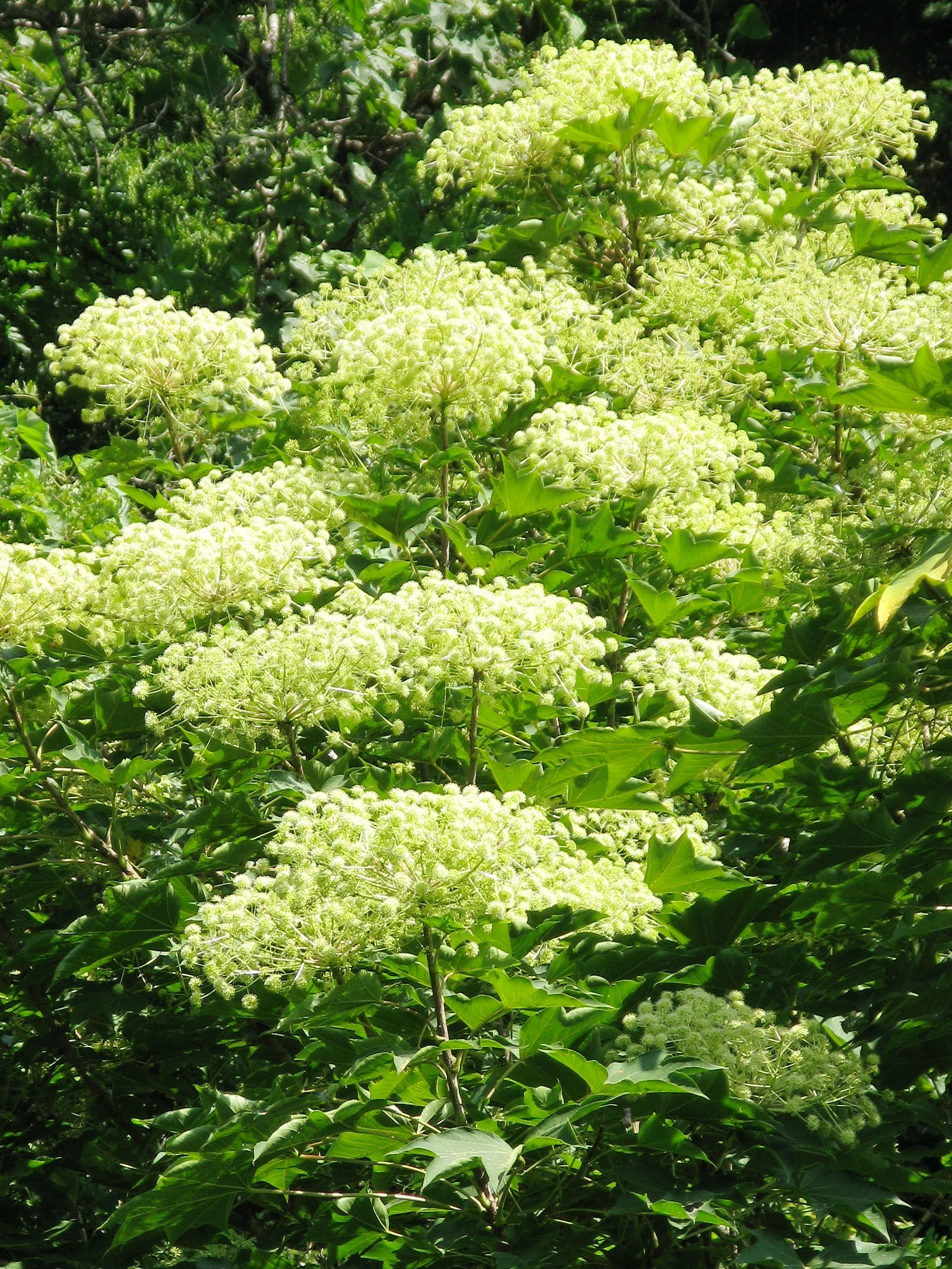
Квіти
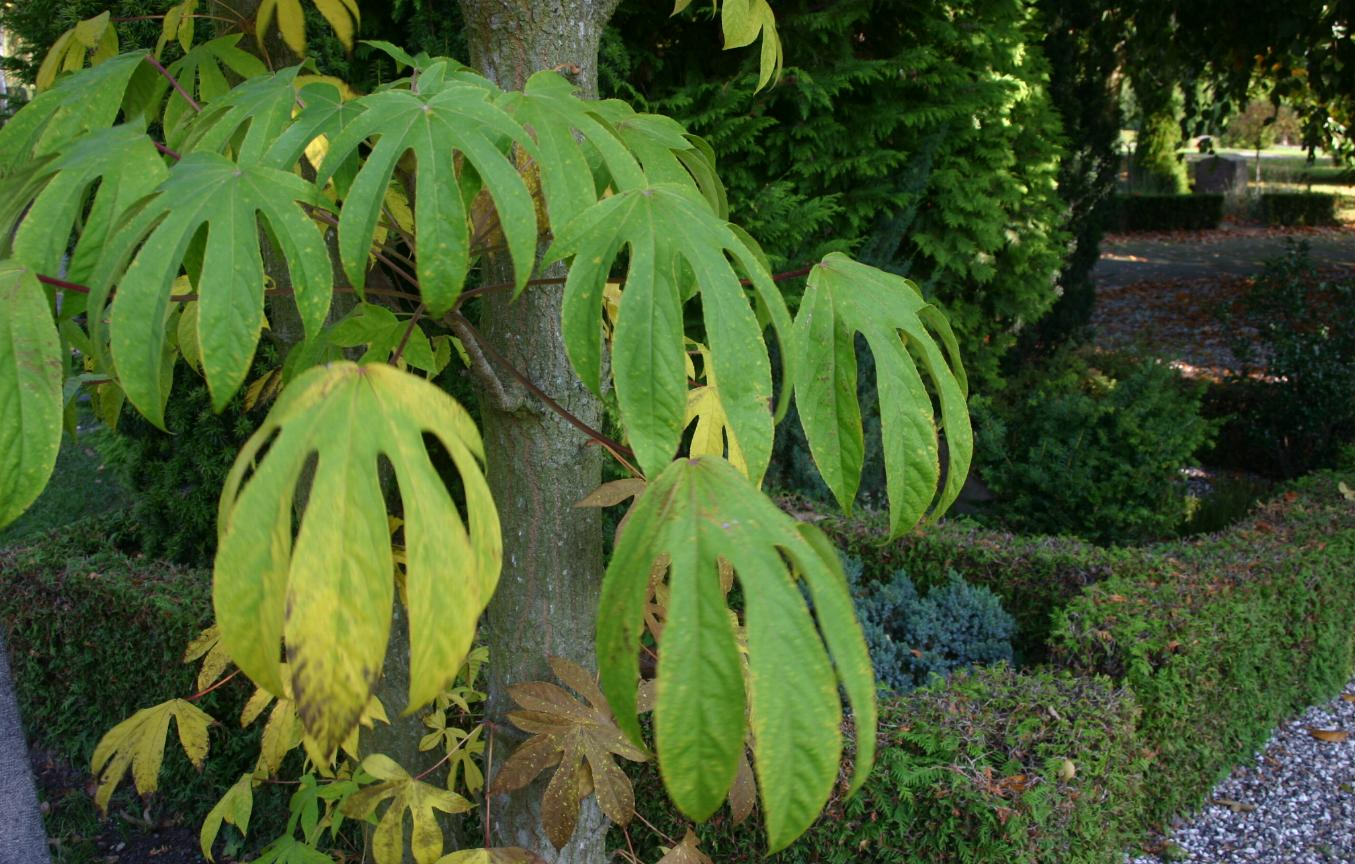
Листя
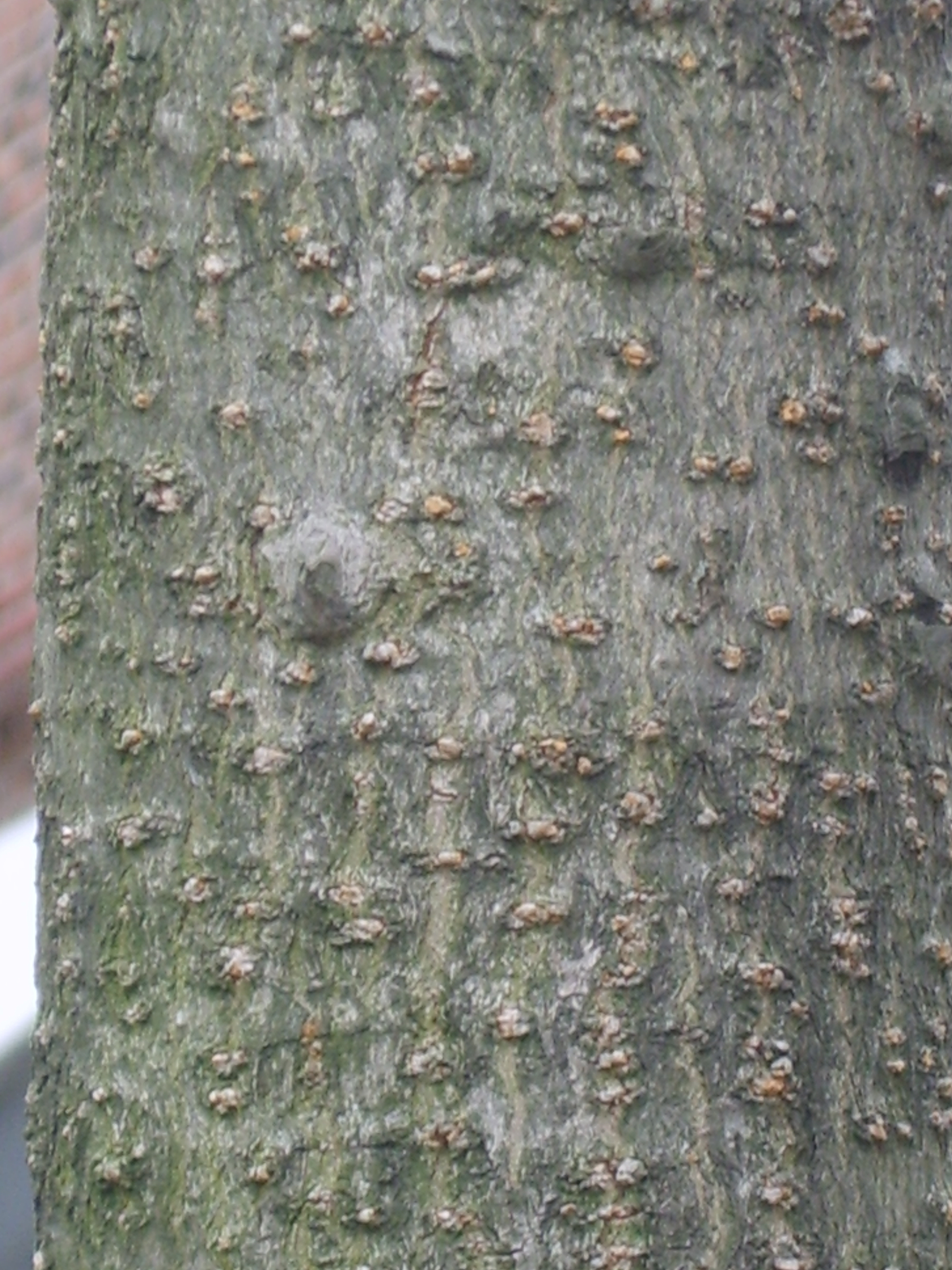
Кора
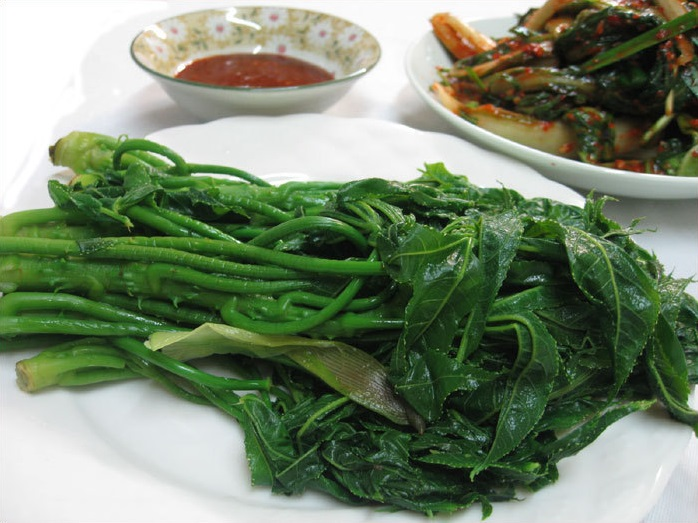
Бланшировані пагони дерева аралії, подані з оцтом — сумішшю гочуджанг як дип соус